# 1054 w polityce

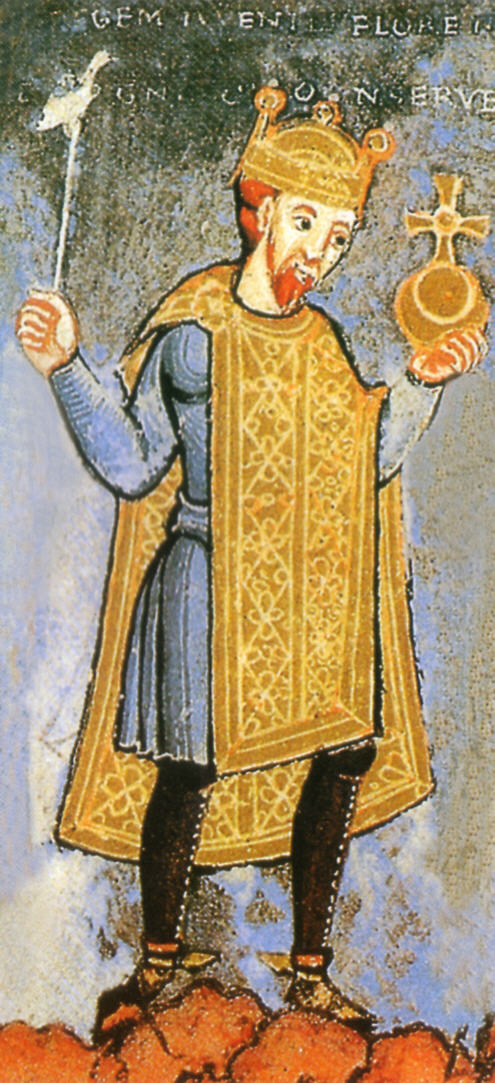
Cesarz Henryk III

Wydarzenia polityczne w 1054 roku.

## Wydarzenia
- Wielka schizma wschodnia[1].
- Zjazd w Kwedlinburgu, Henryk III uznaje przynależność Śląska do Polski za trybut płacony Czechom (500 grzywien srebra i 30 grzywien złota)[2][3].
- Początek rozbicia dzielnicowego na Rusi[4][5].

## Zmarli
- 19 kwietnia Leon IX, papież[6].
- Jarosław I Mądry[7], książę ruski[1].